# ويكيبيديا النافاجوية
ويكيبيديا نافاجوية هي النسخة النافاهوية من موسوعة ويكيبيديا.